# Maceração carbônica

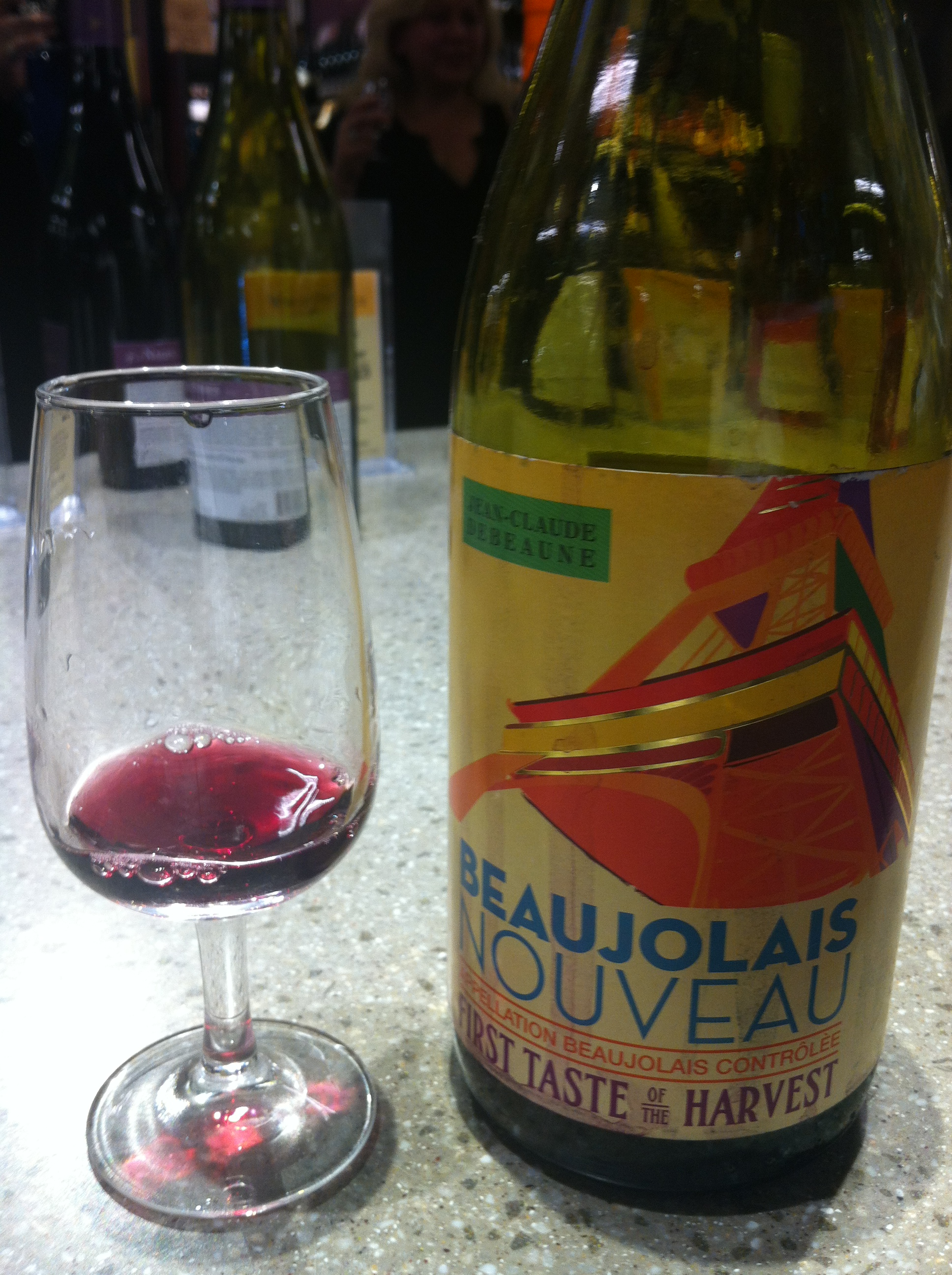
Beaujolais nouveau feito por maceração carbônica

A maceração carbônica é uma técnica de vinificação, geralmente associada à região vinícola francesa de Beaujolais, na qual as uvas inteiras são fermentadas em um ambiente rico em dióxido de carbono antes do esmagamento. A fermentação alcoólica convencional envolve o esmagamento das uvas para liberar o suco e a polpa da casca, com a levedura servindo para converter o açúcar em etanol. A maceração carbônica fermenta a maior parte do suco enquanto ele ainda está dentro da uva, embora as uvas no fundo do recipiente sejam esmagadas por gravidade e passem pela fermentação convencional. O vinho resultante é frutado, com taninos muito baixos. Ele está pronto para ser bebido rapidamente, mas não tem estrutura para o envelhecimento em longo prazo. Em casos extremos, como o Beaujolais nouveau, o período entre a colheita e o engarrafamento pode ser inferior a seis semanas.
Durante a maceração carbônica, um ambiente anaeróbico é criado bombeando dióxido de carbono para um recipiente selado cheio de cachos de uvas inteiras. O gás carbônico penetra através das cascas das uvas e começa a estimular a fermentação em um nível intracelular. Todo o processo ocorre dentro de cada baga intacta. O etanol é produzido como um subproduto desse processo, mas estudos demonstraram que ocorrem outras reações químicas exclusivas que têm um efeito distinto no vinho.

## Histórico
O processo de maceração carbônica ocorre naturalmente em um estado parcial, sem intervenção deliberada, e tem ocorrido de alguma forma ao longo da história. Se as uvas forem armazenadas em um recipiente fechado, a força da gravidade esmagará as que estiverem no fundo, liberando o suco de uva. As leveduras ambientais presentes nas cascas das uvas interagem com os açúcares do suco de uva para iniciar a fermentação convencional do etanol. O dióxido de carbono é liberado como subproduto e, por ser mais denso que o oxigênio, empurrará o oxigênio para fora através de qualquer superfície permeável (como pequenas fendas entre as tábuas de madeira), criando um ambiente predominantemente anaeróbico para que os cachos de uva não esmagados passem pela maceração carbônica.
Alguns dos primeiros estudos documentados sobre o processo foram conduzidos pelo cientista francês Louis Pasteur, que observou em 1872 que as uvas contidas em um ambiente rico em oxigênio antes do esmagamento e da fermentação produziam vinhos com sabores diferentes dos das uvas produzidas em um ambiente rico em dióxido de carbono. Isso acontecia porque o processo de fermentação já havia começado dentro dos cachos individuais de uva antes que as leveduras fossem introduzidas durante a fermentação convencional.

## Produção de vinho
O uso da maceração carbônica está intimamente associado à produção do vinho Beaujolais nouveau a partir da uva Gamay na região de Beaujolais e de alguns vinhos nas áreas de Rioja Alavesa e Jumilla, na Espanha. Essa uva se presta bem à produção de vinhos simples e frutados, e os produtores de vinho de Beaujolais conseguiram criar uma identidade exclusiva com base nesse estilo distinto.
Os produtores de outras partes da França e do Novo Mundo têm utilizado com frequência a maceração carbônica em sua própria produção de Gamay ou com outras variedades de uva. Os vinicultores das regiões vinícolas de Languedoc e Rhône às vezes empregam a técnica em uvas grossas e tânicas como a Carignan, especialmente se forem misturadas com outras variedades. Na Califórnia, o processo às vezes é usado com uvas Valdiguié, produzindo o que é rotulado como um vinho "Nouveau".
O processo é quase sempre usado em conjunto com a produção de vinho tinto, pois alguns dos compostos de sabor produzidos por fenóis voláteis tendem a formar sabores indesejáveis com variedades de uvas para vinho branco.

### Outras técnicas
A maceração semi-carbônica é a técnica de vinificação em que as uvas são submetidas a um curto período de maceração carbônica, seguido de fermentações convencionais com leveduras. Esse é o processo usado na produção de vinhos Beaujolais nouveau. Até certo ponto, a maioria dos vinhos foi historicamente tratada com alguma forma de fermentação carbônica semi ou parcial (conforme observado na seção de história acima), com a quantidade dependendo da forma e do tamanho do recipiente em que as uvas foram armazenadas antes do esmagamento. Quanto mais fundo o recipiente, maior a proporção de uvas que poderiam ser expostas a um ambiente anaeróbico causado pela liberação de dióxido de carbono das uvas esmagadas no fundo.
Um nome alternativo para a maceração carbônica é "fermentação de uva inteira", que é diferente do processo de "fermentação de cacho inteiro" comum na produção de vinho Pinot noir da Borgonha. Com a "fermentação de cacho inteiro", os cachos inteiros de uvas (incluindo os caules) são fermentados antes de serem esmagados. Isso cria uma grande "tampa" de cascas de uva, com caminhos criados pelos caules, permitindo que o suco flua mais uniformemente através das tampas, aumentando os níveis de contato com a pele, ou maceração.

## Produção de café
As técnicas de maceração carbônica (por exemplo, maceração semicarbônica) foram recentemente adaptadas ao processamento de café. As cerejas de café maduras são colocadas dentro de um tanque hermético de aço inoxidável e deixadas para passar por uma fermentação anaeróbica. Esse processo de fermentação produz aromas intensos, com um perfil de sabor semelhante ao do vinho tinto e do uísque. Esses grãos de café geralmente produzem uma xícara encorpada. As variedades conhecidas processadas com maceração semicarbônica são o Catuai Vermelho e o Catuai Amarelo. Detalhes sobre as técnicas de fermentação apareceram recentemente em várias mídias de cafés especiais.